# Ворасы
Вора́сы (фр. voraces) — движение рабочих-ткачей с шёлковых производств, появившееся в пригороде Лиона Круа-Руссе в 1846 и исчезнувшее в 1849 году.

## Этимология
Слово vorace (дословный перевод с французского жадный до еды, прожорливый) происходит от первоначальной задачи движения — борьбы с кабатчиками, дабы не допустить уменьшения порции отпускаемого рабочим вина — традиционной лионской бутылки.

## Восстания ворасов
В феврале 1848 года, после отречения от престола короля Луи-Филиппа и объявления республики, на волне революционного подъёма, ворасы захватывают мэрию Лиона, префектуру и форты Круа-Русса. В течение нескольких месяцев официальным властям приходится сосуществовать с ворасами.
В июне 1849 года, на основе слухов о происходящей в Париже революции, ворасы пытаются поднять новое восстание, но оно жестоко подавлено.

## Ворасы в топонимике Лиона

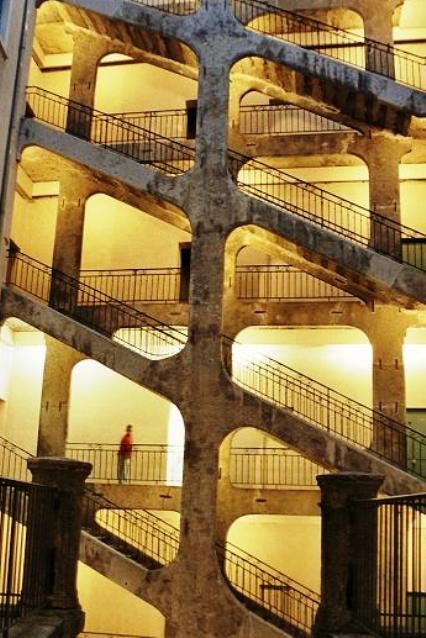
Кур де Ворас

Кур де ворас (фр. Cour des voraces, двор ворасов) — одна из достопримечательностей 1-го округа Лиона, трабуль на склоне холма Круа-Русс в здании постройки 1840 года. Представляет собой открытую 6-пролётную лестничную галерею, соединяющую дом 9 по площади Кольбер (фр. 9, Place Colbert) с домом 14 на подъёме Сен-Себастьян (фр. 14, Montée de Saint-Sébastien) и с домом 29 по улице Имбер-Коломес (фр. 29, Rue Imbert-Colomès).
Театр де ворас (фр. Théâtre des Voraces) — театральный зал в Лионе.
Бистро де ворас (фр. Bistrot des Voraces) — ресторан в Лионе на улице Аустерлиц. Именно в этих местах по легенде собирались первые ворасы.